# Offline
Offline (ang. off-line – poza linią) – brak dostępu do Internetu lub innej sieci komputerowej.
Może oznaczać również sposób korzystania z materiałów i innych zasobów sieciowych pobranych w trybie online, a następnie przeglądanych w formie offline.
W telefonach komórkowych oznacza się tak opcję odłączenia od wszelkich usług umożliwiających bezprzewodowe połączenie z innym urządzeniem.
Terminem o przeciwnym znaczeniu jest online.